# 劉強 (淮陽王)
劉強（？—前183年），《漢書·高后紀》作劉彊，汉惠帝之子，生母不详。吕后元年（前187年）四月，被立为淮阳王。五年（前183年），劉強去世，谥号怀，其弟刘武改封淮阳王。后来陳平、周勃等朝臣誅殺諸吕，称刘强并非惠帝子。

## 註解
1. ↑  班固. . . 立孝惠後宮子強為淮陽王。